# Вождь предприятия

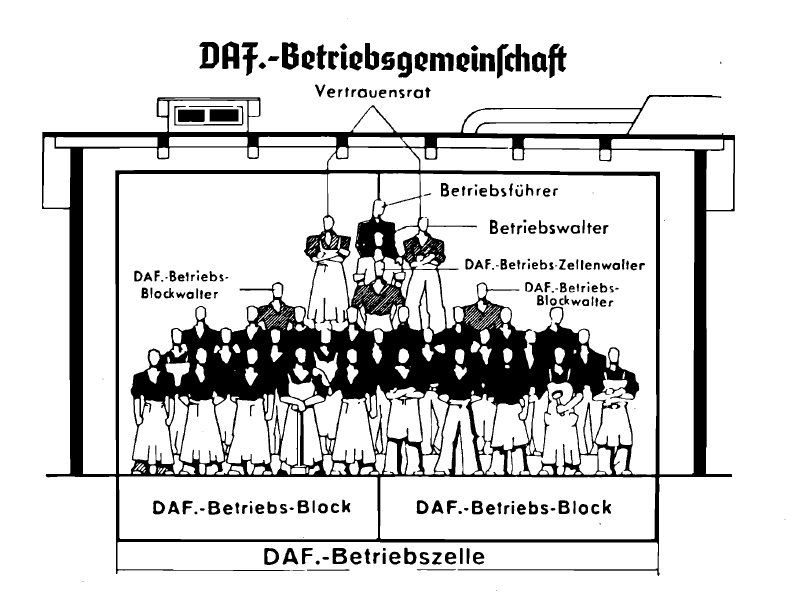
Betriebsführer в организационной структуре Германского трудового фронта

Вождь предприятия или Бетрибсфюрер (нем. Betriebsführer) — термин введенный Законом о регулировании национального труда от 20 января 1934 г., который обозначал хозяина, предпринимателя или менеджера предприятия или компании. Вождь предприятия и их «последователи» (нем. Gefolgschaft) формировали «коллектив предприятия» (нем. Betriebsgemeinschaft), претворяя таким образом идею о единстве немецкой нации — фольксгемайншафт (Volksgemeinschaft) в соответствии с «принципом фюрерства» (нем. Führerprinzip). Термин был также применим к владельцам и арендаторам ферм.